# Hochschulradio Aachen
Das Hochschulradio Aachen ist ein von Studierenden betriebener Hörfunksender in Aachen. Das Hochschulradio Aachen ist im Aachener Stadtgebiet terrestrisch über den Sender Rütscher Straße auf der UKW-Frequenz 99,1 MHz, in den Kabelnetzen von Unitymedia und NetAachen über die Frequenz 95,35 MHz und im Internet per Stream über die eigene Homepage empfangbar.
Das Programm richtet sich an die Studierenden und Mitarbeitenden der Hochschulen Aachens: der RWTH Aachen, der FH Aachen, KatHo Aachen und der Abteilung Aachen der Hochschule für Musik Köln.

## Programm
Das Hochschulradio Aachen sendet mehrere Stunden täglich live aus dem Studio an der Wüllnerstraße.
Hauptbestandteile des moderierten Wort-Programms sind die jeweils 3-stündigen Slot-Sendungen werktäglich von 9 bis 18 Uhr sowie die Spartensendungen Melodien für Melaten (Chartshow), KinoClash (Kino), Fankultur (Sport), Playground (Video-Spiele), Nachspielzeit (Fußball) und Schlaflos in Aachen (Seelsorge). Darüber hinaus decken Musiksparten-Sendungen ein breites Spektrum verschiedener Genres ab.

## Geschichte
Dem Sendestart ging eine langjährige Planungsphase voraus.
Das Hochschulradio erhielt seine Sendelizenz am 24. März 2006. Am darauf folgenden Tag war der Sender bereits über den Internet-Stream empfangbar. Um den reibungslosen Betrieb von Anfang an zu gewährleisten, war zuvor in einem mehrwöchigen Testlauf sowohl die Technik getestet als auch die Moderatoren geschult worden.
Am 3. Mai 2006 durfte das Hochschulradio schließlich auch auf der UKW-Frequenz senden. Die Vergabe der Frequenz war auf Grund der räumlichen Nähe zu Belgien und der Niederlande langwierig, da die Frequenzen mit der dortigen Frequenzvergabe abgestimmt werden musste.
Am 30. März 2007 vergrößerte sich die potenzielle Hörer*innenschaft um 70000 Menschen. Mit der Einspeisung des Programms ins Kabelnetz wurde das Hochschulradio Aachen ebenfalls in Kornelimünster und Würselen empfangbar.

## Organisation
Das Hochschulradio Aachen wird durch den Trägerverein Hochschulradio Aachen e. V. verwaltet. Sowohl das Programm als auch die gesamte Organisation wird ehrenamtlich von Studierenden durchgeführt. Diese teilen sich die Arbeit in verschiedenen Arbeitskreisen wie z. B. der Wort- oder Musikredaktion, Technik oder auch Pressearbeit auf. Die Finanzierung erfolgt über die Studierendenschaft der RWTH Aachen. Der Trägerverein wird durch einen Anteil von 0,50 Euro pro Semester des Studierendenschaftsbeitrags der RWTH finanziert.

## Ehrungen
Die Arbeit des Senders wurde bereits mehrmals mit Preisen und Auszeichnungen gewürdigt.
| Name                                           | Beitrag                                         | Auszeichnung                   | Kategorie              | Platzierung       | Jahr |
| ---------------------------------------------- | ----------------------------------------------- | ------------------------------ | ---------------------- | ----------------- | ---- |
| Lilian Masuhr                                  | HippoCampus                                     | Moderation                     | LfM Campus-Radio-Preis | Anerkennungspreis | 2007 |
| Marijke Stasch                                 | Robots – Wenn Roboter menschliche Züge annehmen | Beitrag                        | LfM Campus-Radio-Preis | 1. Platz          | 2009 |
| Alper Kurtoglu, Lennart Rehren, Denis Sepoetro | Love is the Icon                                | Kreative Programmleistung      | LfM Campus-Radio-Preis | 1. Platz          | 2012 |
| Henning Festersen                              | Der Morgen danach                               | Moderation                     | LfM Campus-Radio-Preis | 1. Platz          | 2012 |
| Sophia Schmitz                                 | Der Morgen danach                               | Moderation                     | LfM Campus-Radio-Preis | 1. Platz          | 2013 |
| David Sedler                                   | Super Kubb – Das Spiel                          | Crossmediale Berichterstattung | LfM Campus-Radio-Preis | 1. Platz          | 2014 |
| André Hillebrecht                              | Der Bundeswahlkrampf                            | Kreative Programmleistung      | LfM Campus-Radio-Preis | 1. Platz          | 2014 |
| Linda Dowidat                                  | Dunkelkammer                                    | Musiksendung                   | LfM Campus-Radio Preis | 1. Platz          | 2016 |

## Alumni
Seit dem Start des Hochschulradio Aachen ist Daniela Jansen die Station-Voice.
Ehemalige Mitglieder des Hochschulradios Aachen stehen auch nach ihrem Studium in engem Kontakt zum Sender und untereinander. Einige von ihnen sind als Moderatoren, Redakteure oder Autoren/Reporter für öffentlich-rechtliche und private Hörfunksender aktiv, so zum Beispiel Marijke Stasch (Antenne AC), Mathis Trapp (1Live), Philipp von Kageneck (N-Joy), Ron Kühler (1Live, BR Puls), Alex Nieschwietz (1Live), Sebastian Sonntag (WDR 5, Deutschlandfunk Nova), Alper Kurtoglu (ByteFM) Holger Weist (WDR3, WDR5), Sabine Lebek (N-JOY und 1LIVE), Thiemo Rudolph (NDR 2) sowie Tim Gorgels und Tobias Leder (beide 100,5 Das Hitradio).